# Ehrenhain der schleswig-holsteinischen Artillerie

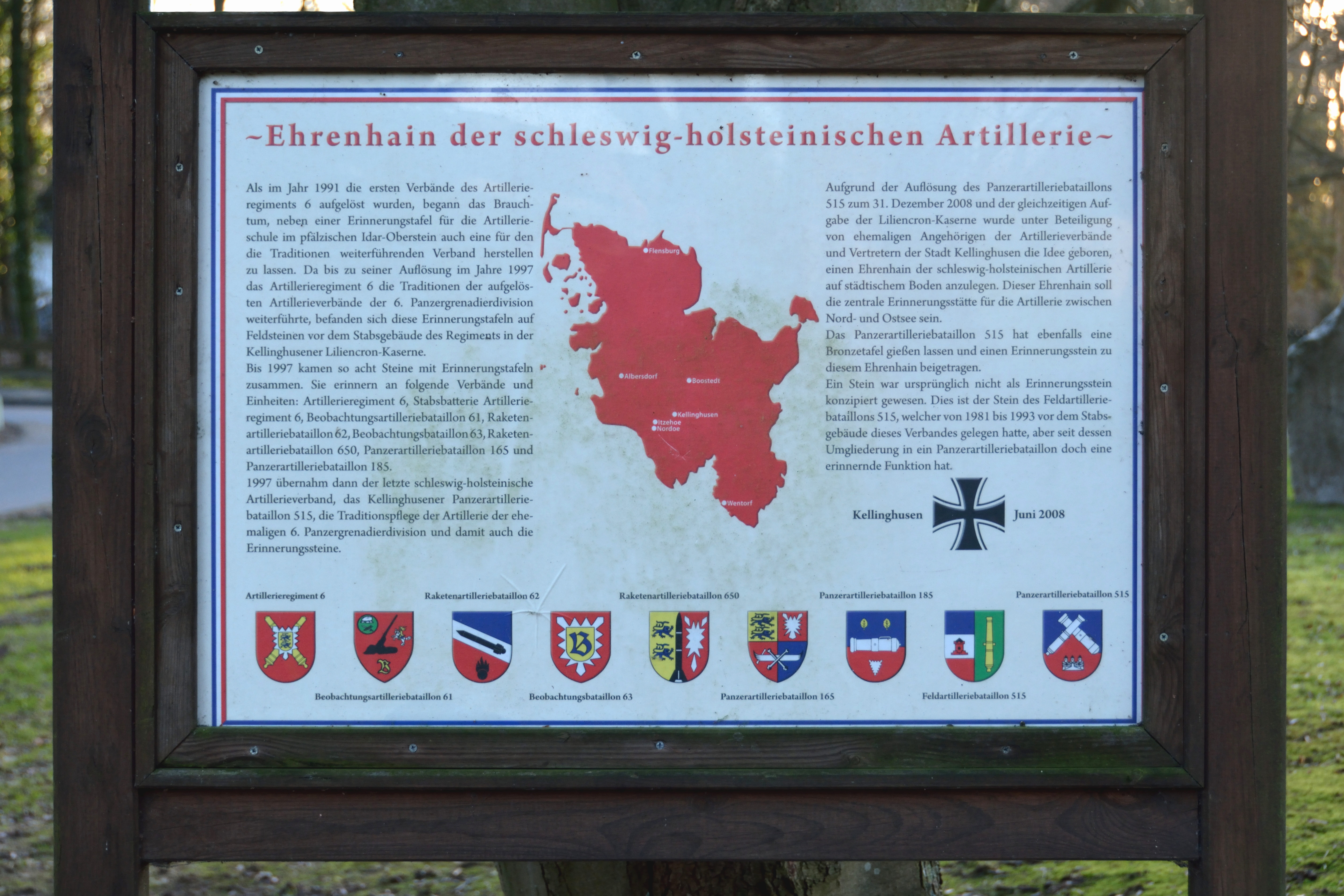
Infotafel am Ehrenhain der schleswig-holsteinischen Artillerie

Der Ehrenhain der schleswig-holsteinischen Artillerie ist eine Gedenkstätte für die zwischen 1991 und 2008 aufgelösten Verbände der Artillerietruppe der Bundeswehr in Schleswig-Holstein. Der Ehrenhain liegt gegenüber der ehemaligen Liliencron-Kaserne in Kellinghusen, in der vor deren Schließung im Jahre 2008 die Erinnerungssteine gesammelt wurden.

## Bilder

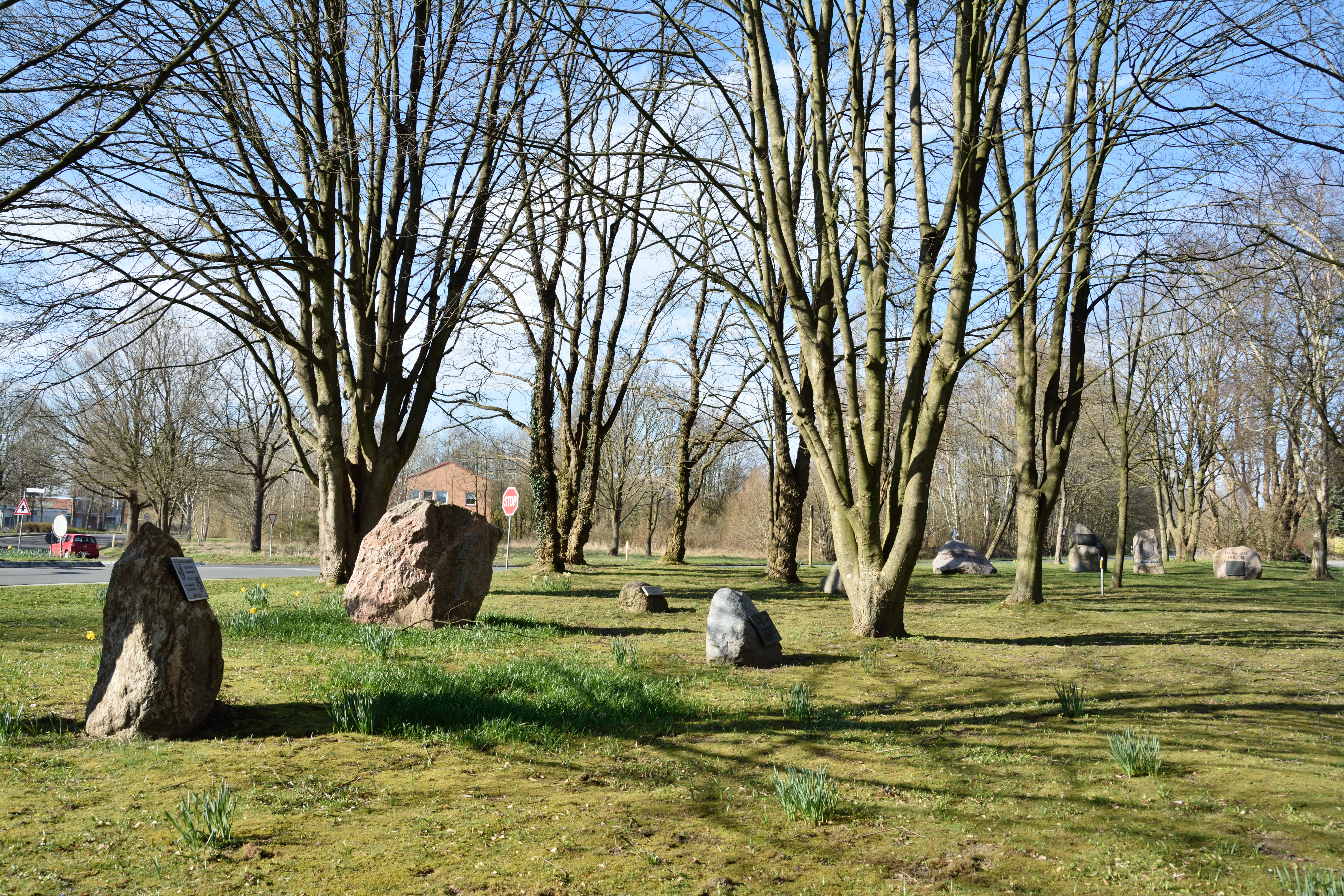
Überblick über das Grundstück
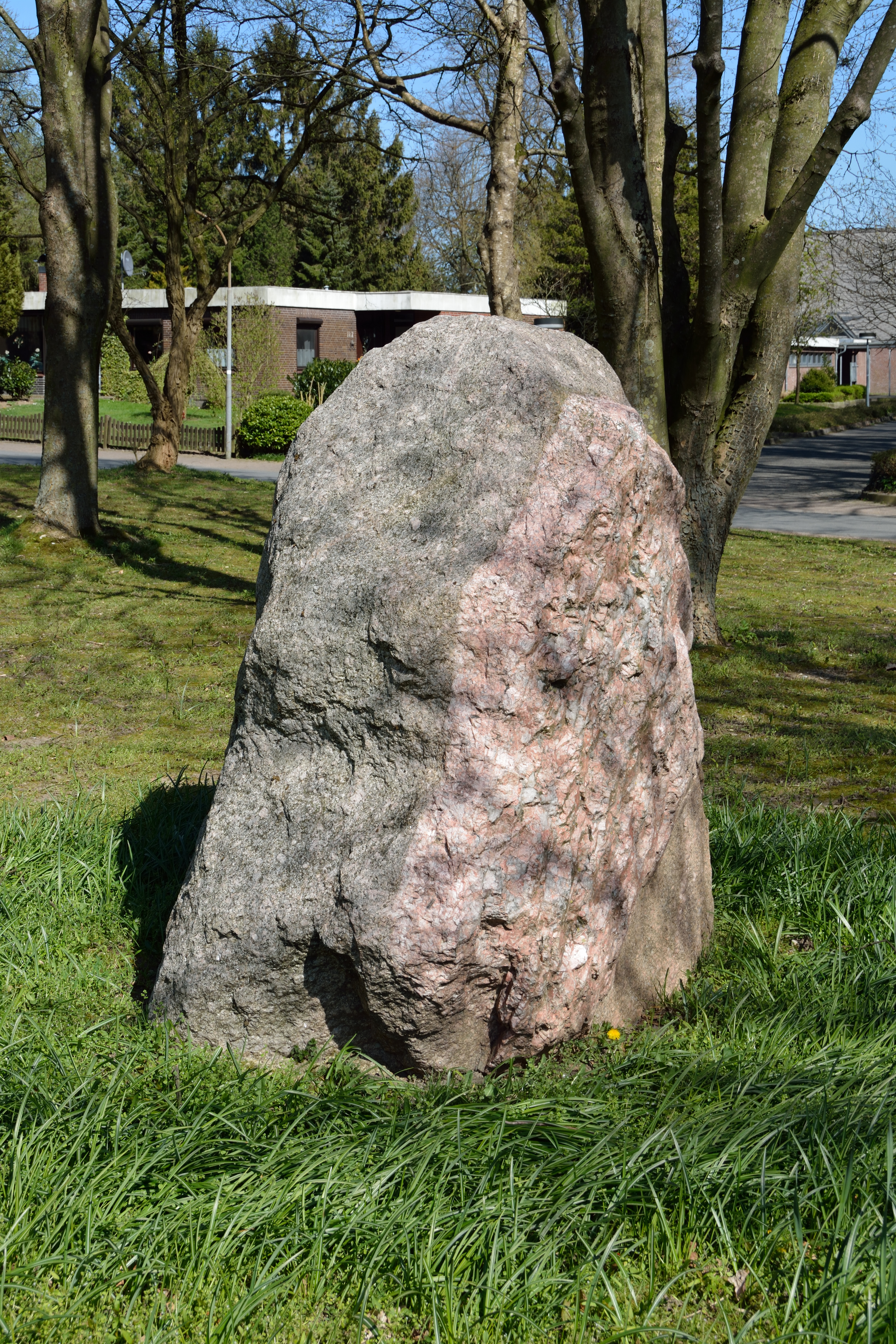
Findling ohne Gedenktafel
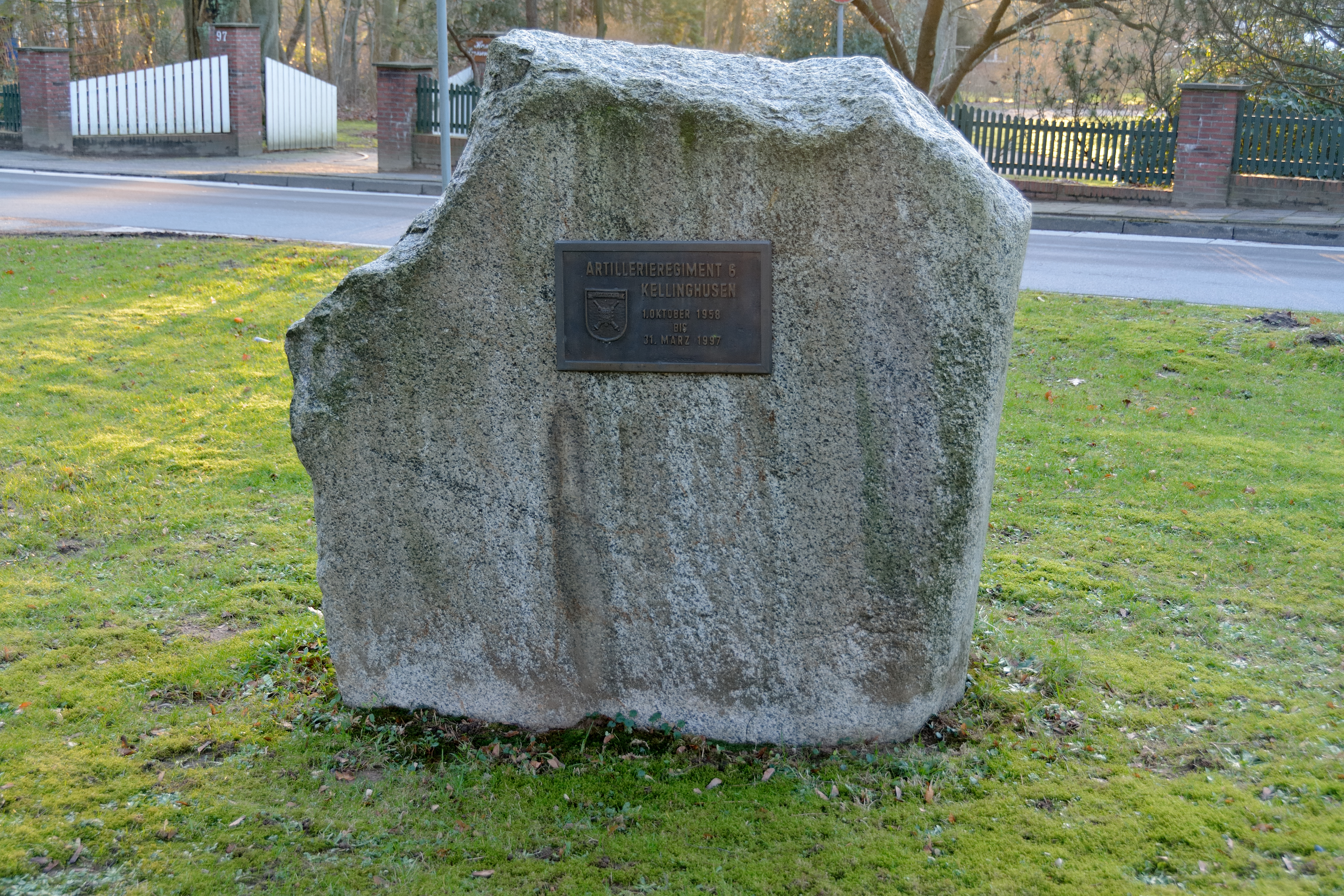
Artillerieregiment 6
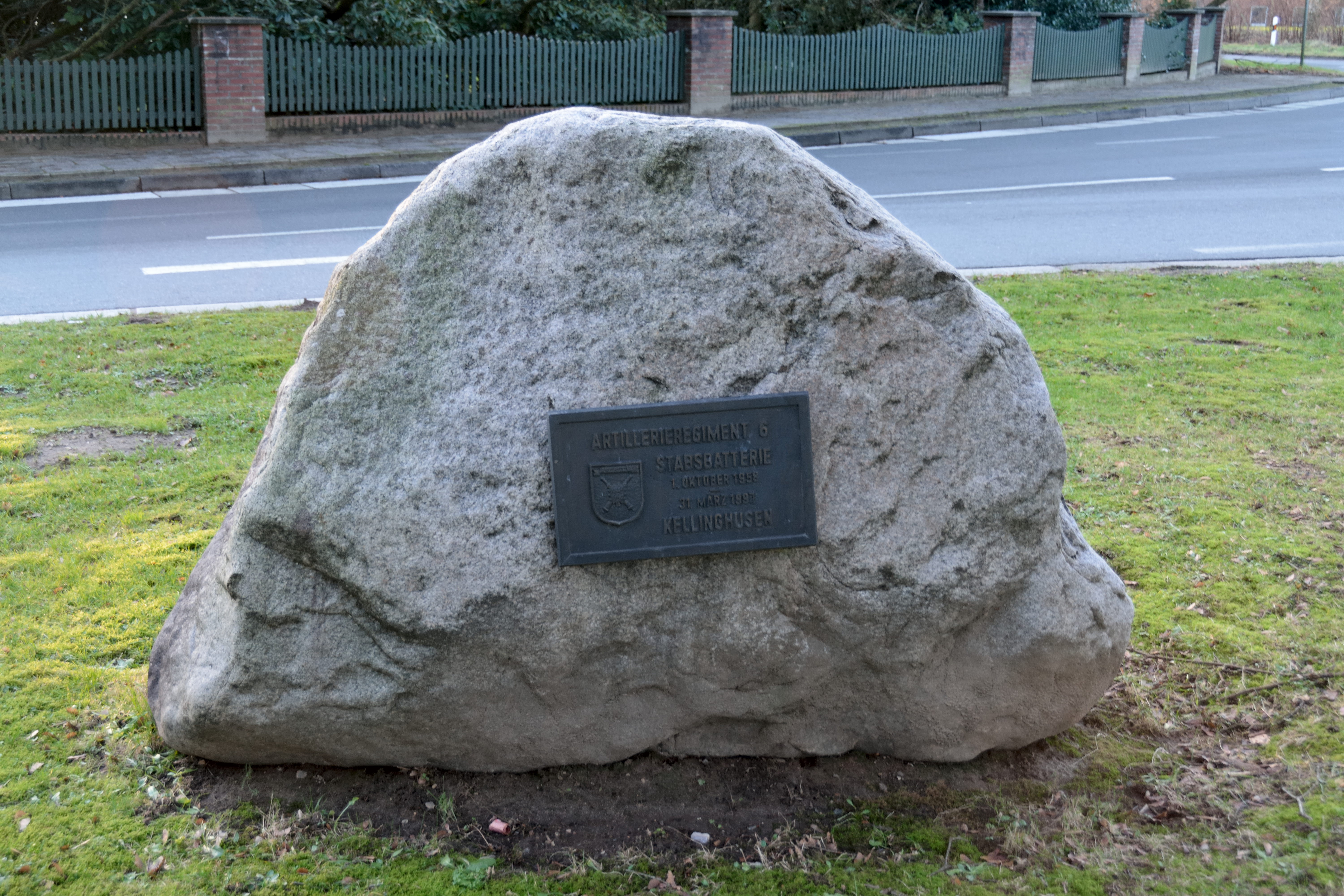
Artillerieregiment 6, Stabsbatterie
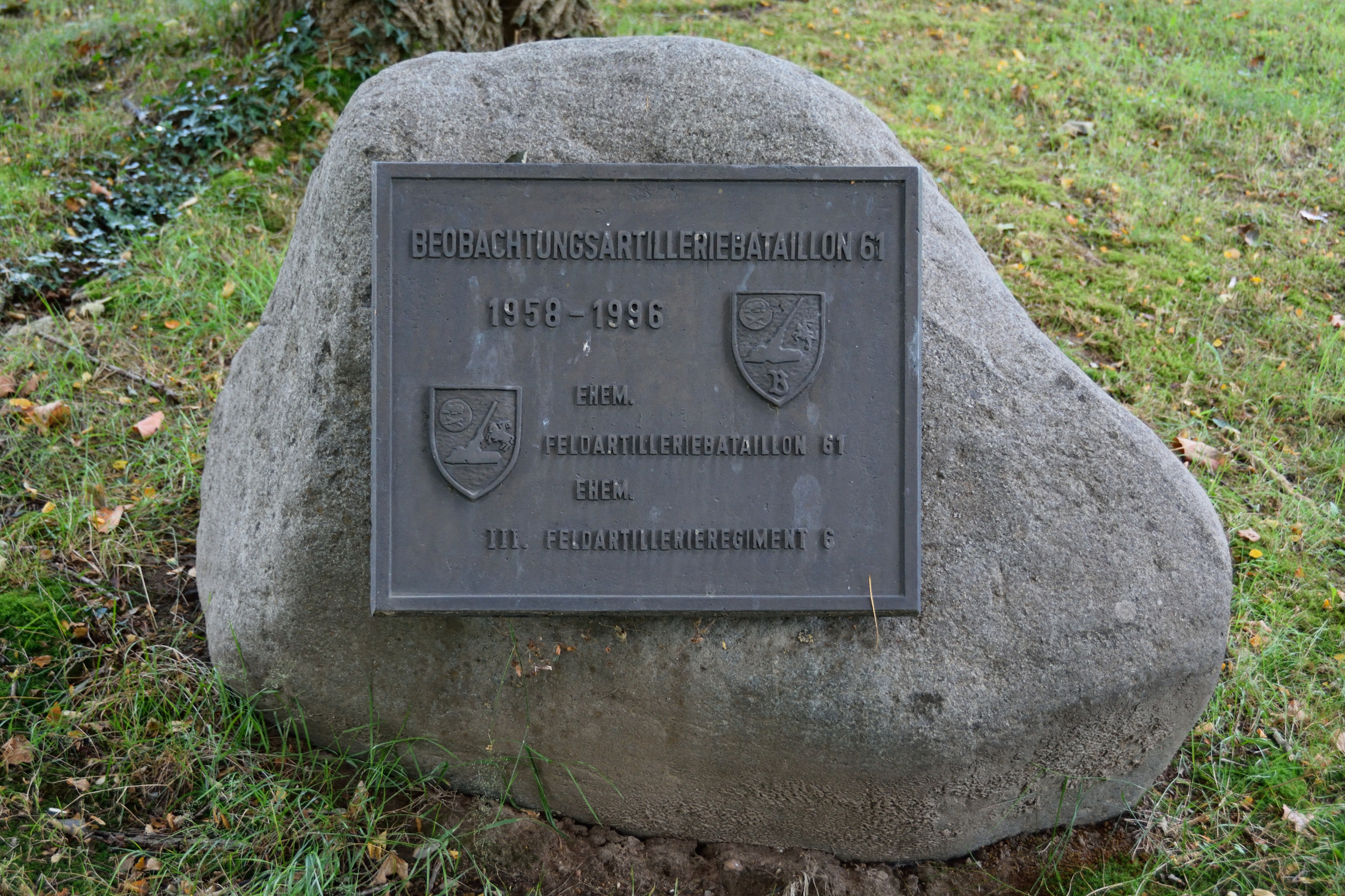
Beobachtungsartilleriebataillon 61
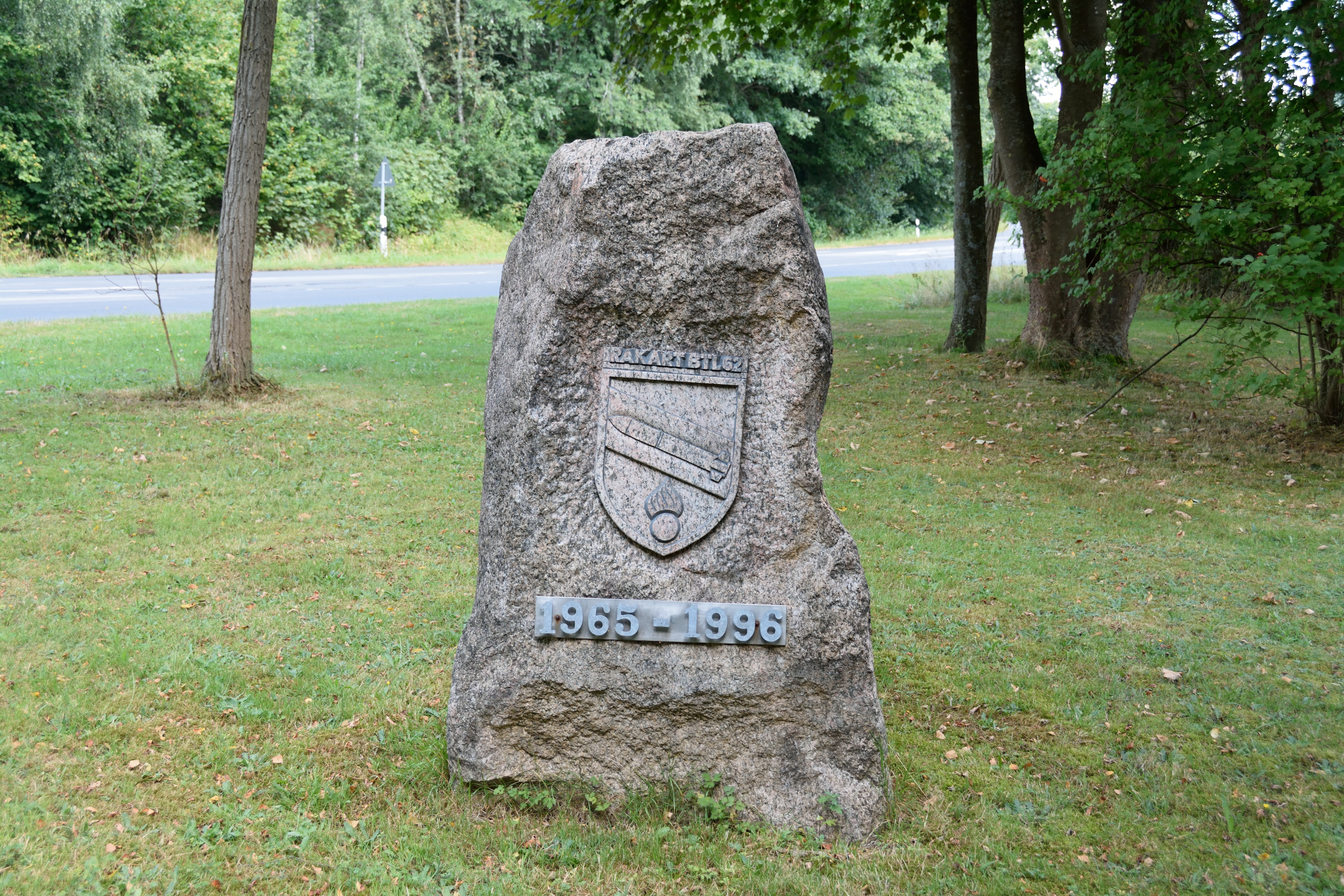
Raketenartilleriebataillon 62
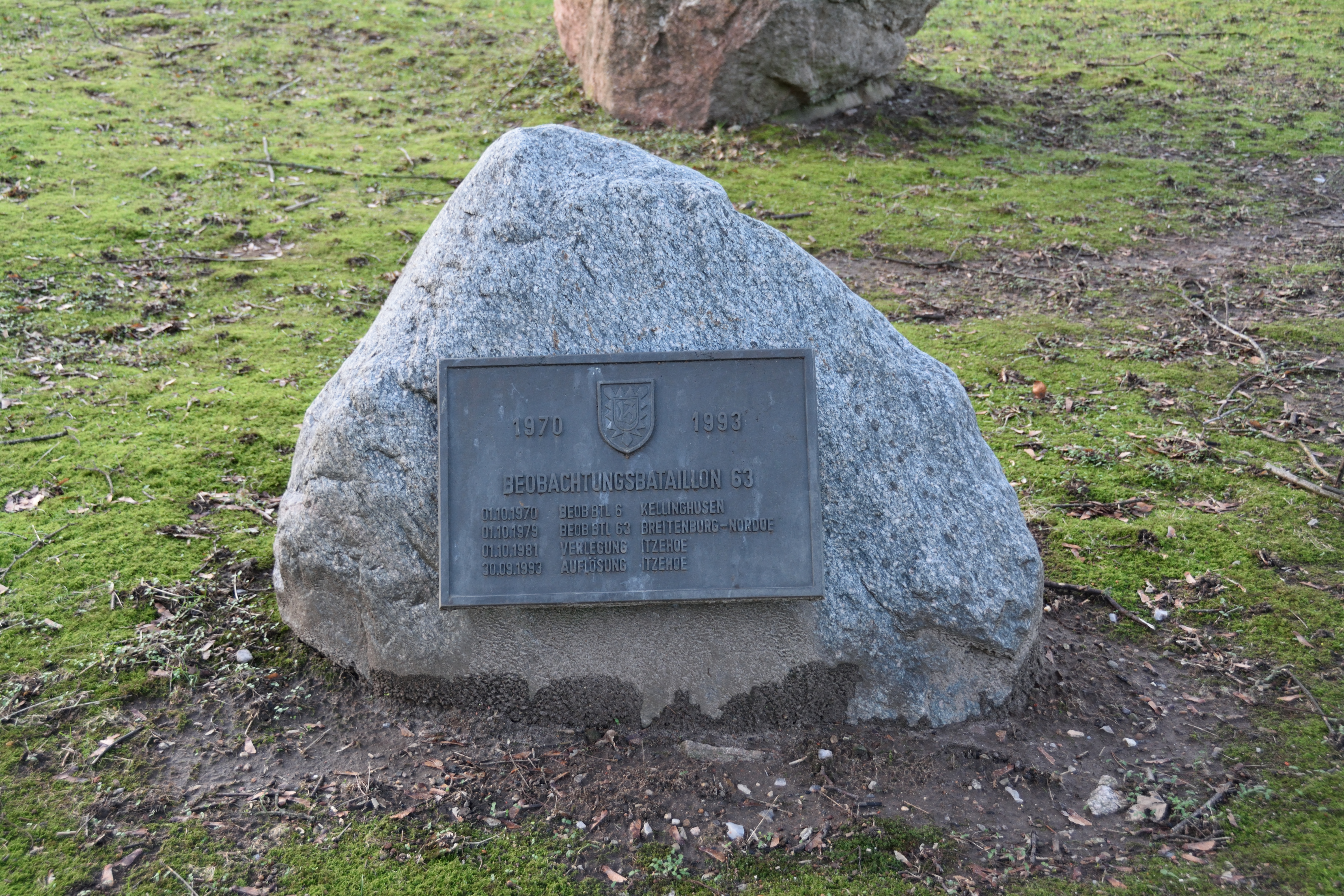
Beobachtungsbataillon 63
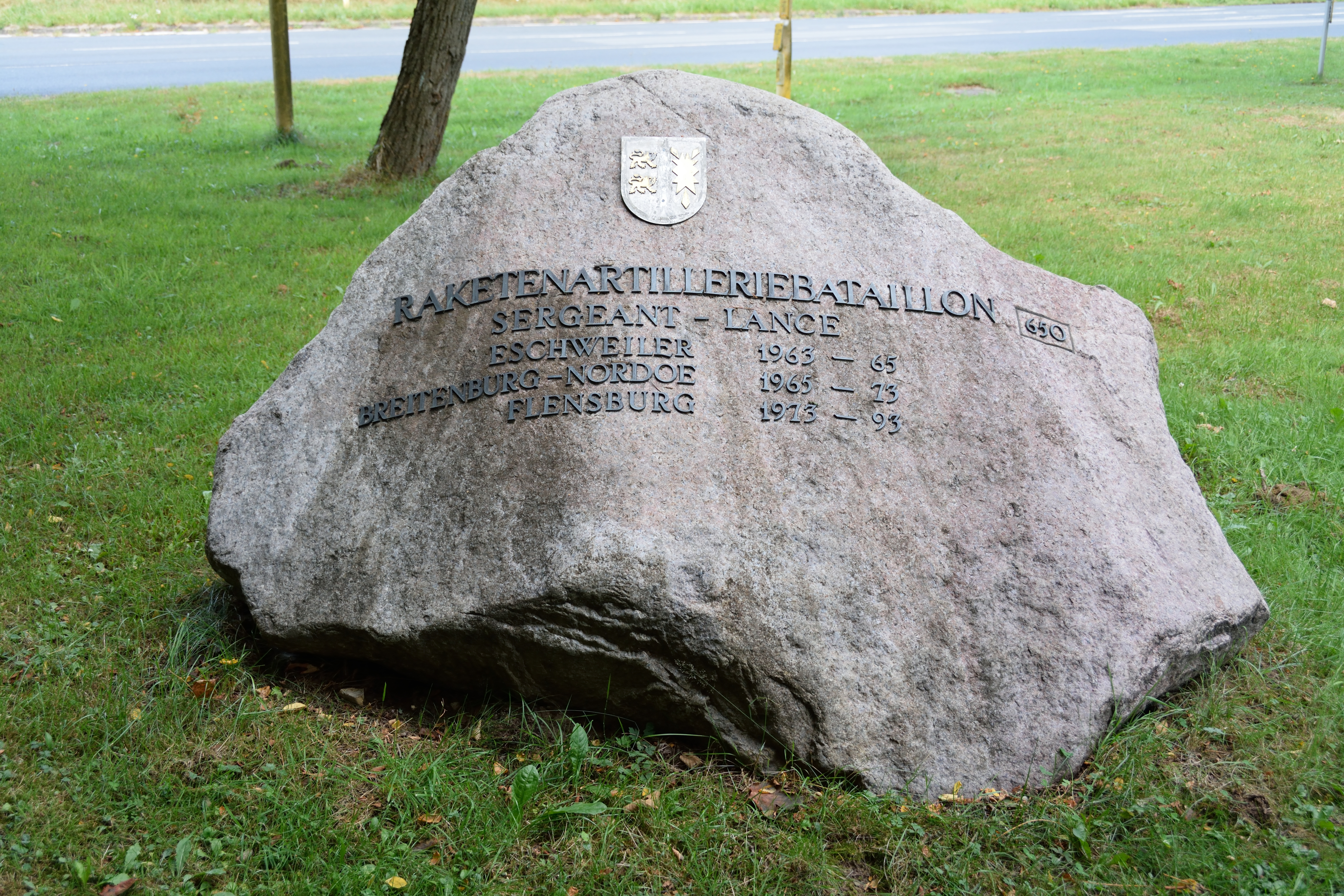
Raketenartilleriebataillon 650
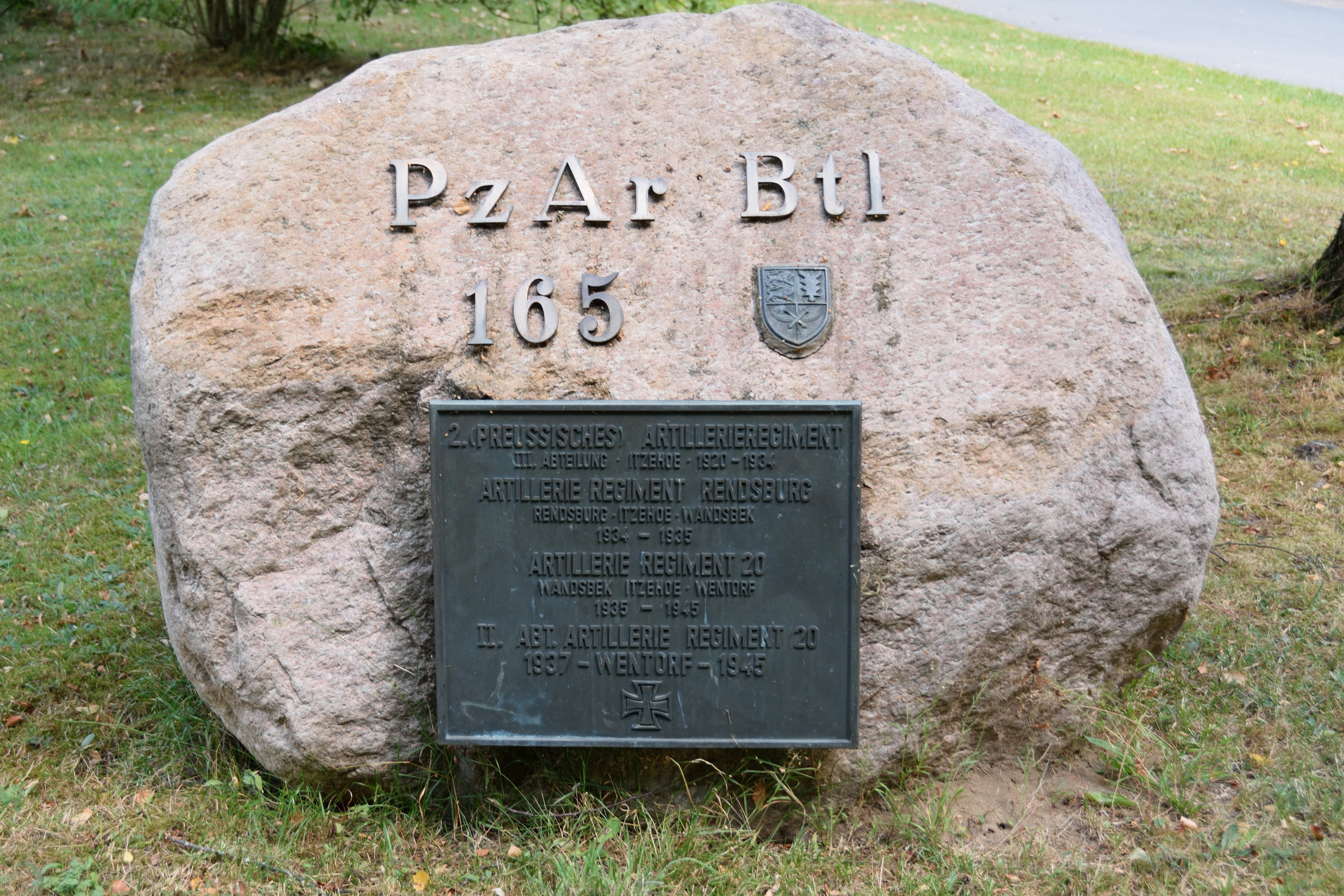
Panzerartilleriebataillon 165
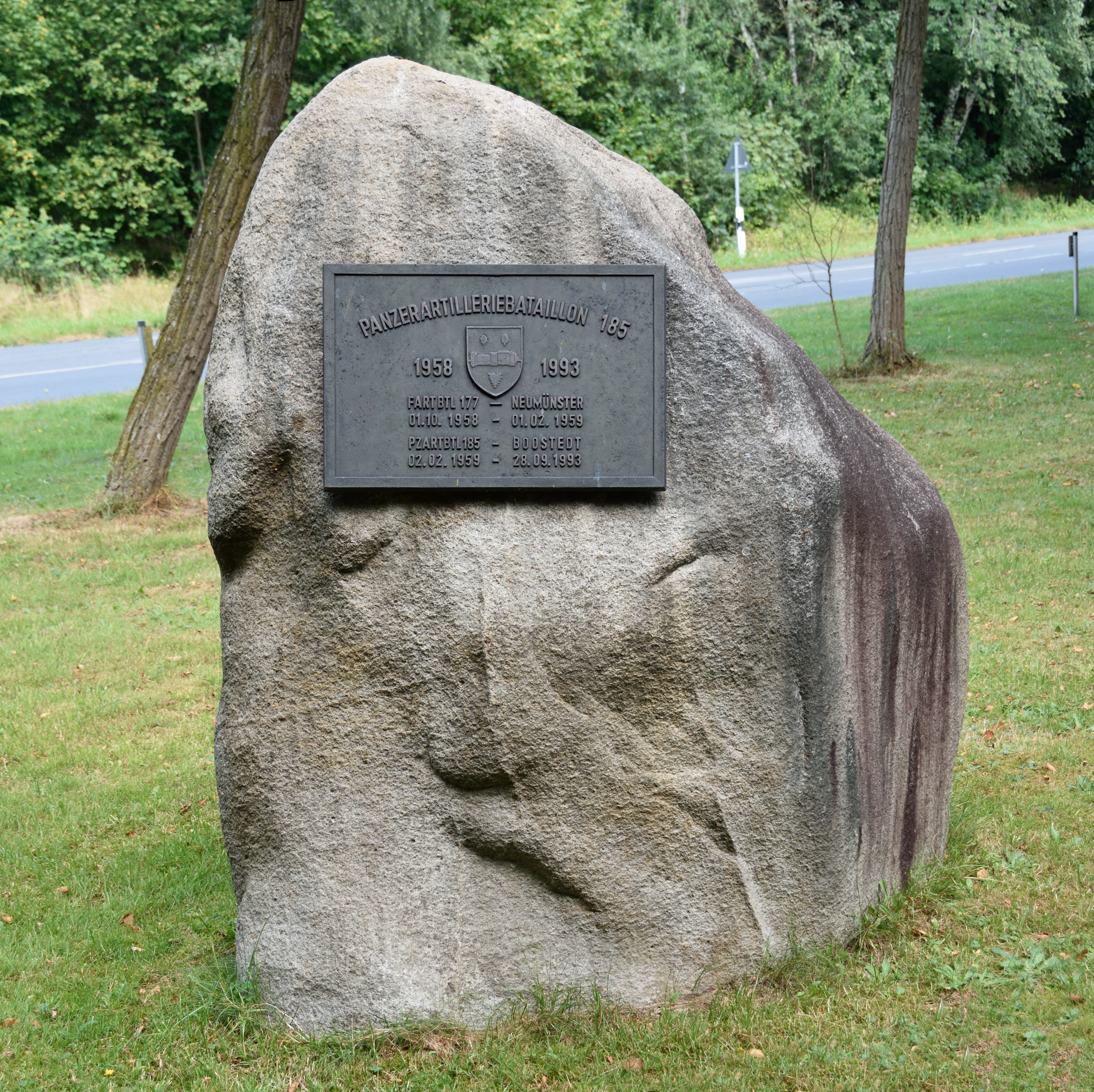
Panzerartilleriebataillon 185
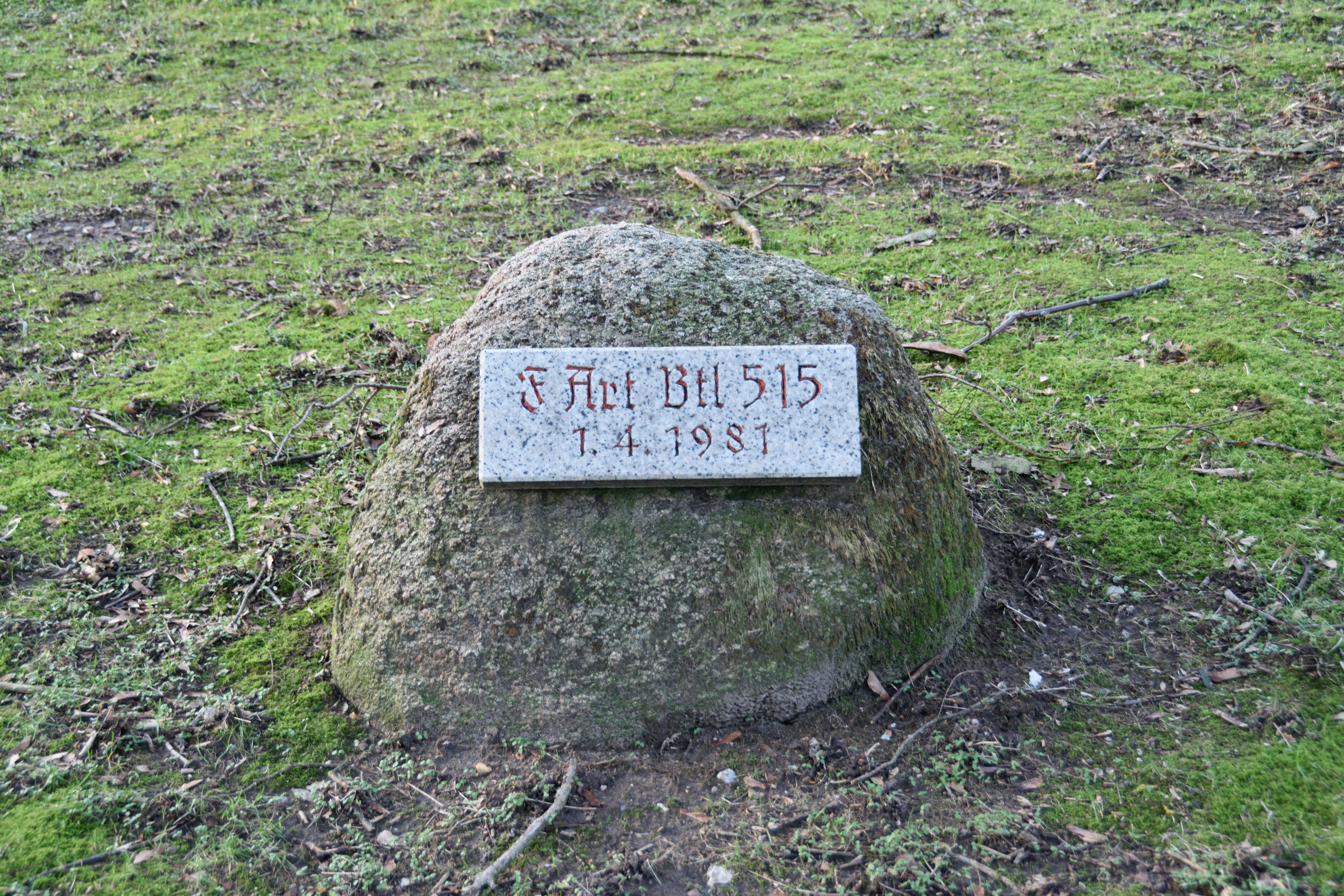
Feldartilleriebataillon 515
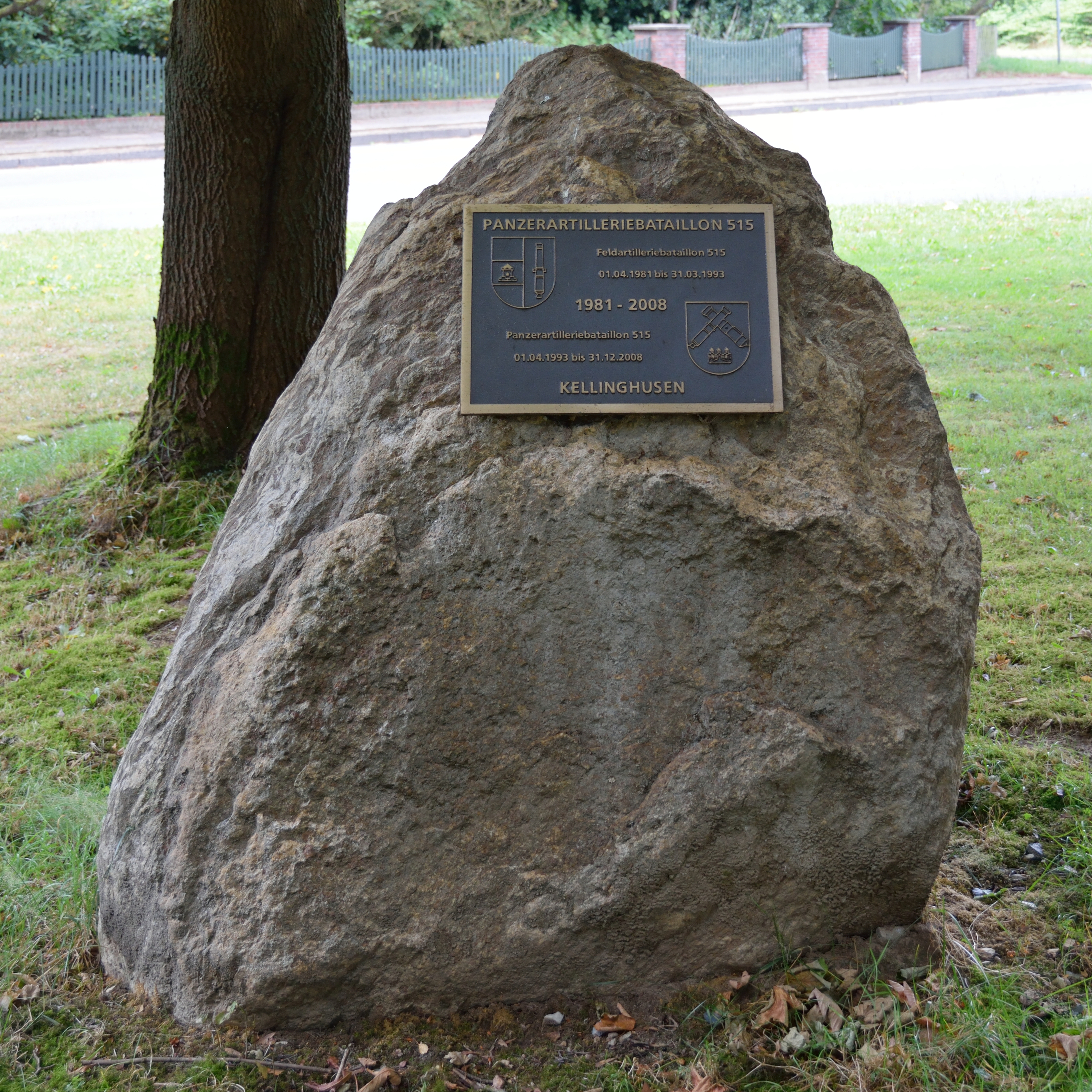
Panzerartilleriebataillon 515